# Стюарт, Алана
Ала́на Кэй Стюа́рт (англ. Alana Kaye Stewart), в девичестве — Ко́ллинз (англ. Collins; 18 мая 1945, Сан-Диего, Калифорния, США) — американская актриса

, кинопродюсер, писательница, общественный деятель и бывшая фотомодель.

## Биография
Алана Кэй Стюарт, урождённая Коллинз, родилась 18 мая 1945 года в Сан-Диего (штат Калифорния, США), а росла в Накодочесе и Хьюстоне (штат Техас). Позже переехала в Нью-Йорк, чтобы начать карьеру модели. Она подписала контракт с «Ford Models» и отправилась в Лос-Анджелес, где появлялась на телевидении и рекламе.
С 1971 года Алана также снимается в кино и на телевидении, всего появилась более чем в 20-ти проектах. В 2009 году Стюарт была номинирована на Прайм-таймовую премию «Эмми» в номинации «Выдающийся некоммерческое специальный выпуск новостей» за «Историю Фарры», повествующую о борьбе с раком и смерти от него лучшей подруги Стюарт — актрисы Фэрры Фосетт.
В 1972—1976 годы Алана была замужем за актёром Джорджем Хэмилтоном. У бывших супругов есть сын — актёр Эшли Джордж Хэмилтон (род. 30.09.1974). В 1979—1984 годы была замужем за певцом Родом Стюартом. У бывших супругов есть двое детей — дочь, фотомодель Кимберли Алана Стюарт (род. 20.08.1979), и сын — модель Шон Родерик Стюарт (род. 01.09.1980). Есть внучка от дочери Кимберли и актёра Бенисио дель Торо — Делайла Женевьева Стюарт-Дель Торо (род. 21.08.2011).

## Избранная фильмография
| Год       |   | Русское название     | Оригинальное название | Роль                        |
| --------- | - | -------------------- | --------------------- | --------------------------- |
| 1975      | ф | Смешная леди         | Funny Lady            | девушка с Ником             |
| 1977—1986 | с | Лодка любви          | The Love Boat         | Миссис Стэнфилд / Мисс Энти |
| 1982      | с | Супруги Харт         | Hart to Hart          | Клэр Остин                  |
| 1984      | ф | Дополнительная смена | Swing Shift           | Фрэнки Паркер               |
| 1985      | с | Каскадёры            | The Fall Guy          | Барбара Хакетт              |